# Stefan Grimme
Stefan Grimme (* 4. September 1963 in Braunschweig) ist ein deutscher theoretischer Chemiker. Schwerpunkt seiner wissenschaftlichen Arbeit ist die Berechnung der Elektronenstruktur großer Moleküle. Seit 2011 ist er Professor im Mulliken Center for Theoretical Chemistry an der Universität Bonn.

## Biographie
Nach seinem Abitur 1982 an der Gaußschule in Braunschweig studierte Grimme von 1984 bis 1989 Chemie an der Technischen Universität Braunschweig, wo er 1991 mit einer theoretischen und experimentellen Doktorarbeit zur CIDNP-Spektroskopie und Photochemie promovierte. Er habilitierte sich 1997 in Theoretischer Chemie an der Universität Bonn bei Sigrid Peyerimhoff. Im Jahr 2000 folgte er einem Ruf an die Universität Münster auf den Lehrstuhl für Theoretische Organische Chemie.

## Forschungsgebiet
Grimme entwickelt Methoden aus der Quantenmechanik zur Berechnung der Elektronen- und räumlichen Struktur großer Moleküle und ihrer spektroskopischen Eigenschaften. In enger Zusammenarbeit mit experimentell arbeitenden Chemikern und Physikern werden Experimente interpretiert und z. B. chemische Reaktionsmechanismen aufgeklärt. Seine methodischen Arbeiten basieren überwiegend auf der Dichtefunktionaltheorie. Die von ihm entwickelten Näherungsverfahren für die komplizierten quantenmechanischen Gleichungen werden weltweit in Standard-Software verwendet. Sein Spezialgebiet sind die Beschreibung von nicht-kovalenten oder Dispersions-Wechselwirkungen, Methoden zur Berechnung von elektronischen Anregungsspektren und die genaue Thermochemie von Molekülreaktionen in kondensierter Phase.

## Auszeichnungen
1997 wurde Grimme der Bennigsen-Foerder-Preis des Landes Nordrhein-Westfalen und das Dozentenstipendium des Fonds der Chemischen Industrie verliehen. Im Jahr 2010 erhielt er den Lise-Meitner Lectureship Award der Universität Jerusalem. 2011 wurde er in die Akademie der Wissenschaften und Künste des Landes Nordrhein-Westfalen aufgenommen. 2013 erhielt er die renommierte Schrödinger-Medaille der World Association of Theoretical and Computational Chemists (WATOC) und wurde in die International Academy of Quantum Molecular Science aufgenommen. Im Jahr 2014 wurde er von Thomson Reuters in einer Liste von weltweit nur 300 Chemikern als „highly cited chemist“ für die Jahre 2002–2023 geführt. 2015 erhielt er für seine Forschungsleistungen auf dem Gebiet der Theoretischen Chemie den von der DFG verliehenen Gottfried-Wilhelm-Leibniz-Preis, der mit 2,5 Millionen Euro dotiert ist. 2018 wurde er zum Mitglied der Deutschen Akademie der Naturforscher Leopoldina gewählt.

## Schriften (Auswahl)
- Dispersion-Corrected Mean-Field Electronic Structure Methods. In: Chemical Reviews 28, 2016, S. 5105–5154, (Open Access) doi:10.1021/acs.chemrev.5b00533.
- Low-Cost Quantum Chemical Methods for Noncovalent Interactions. In: The journal of physical chemistry letters. 5, 2014, S. 4275–4284, ISSN 1948-7185, (Open Access) doi:10.1021/jz5021313.
- A General Quantum Mechanically Derived Force Field (QMDFF) for Molecules and Condensed Phase Simulations. In: Journal of chemical theory and computation. 10, 2014, S. 4497–4514, ISSN 1549-9626, (Open Access) doi:10.1021/ct500573f.
- A consistent and accurate ab initio parametrization of density functional dispersion correction (DFT-D) for the 94 elements H-Pu. In: Journal of Chemical Physics. 132/15, 2010, 154104, ISSN 0021-9606, doi:10.1063/1.3382344.
- Supramolecular Binding Thermodynamics by Dispersion-Corrected Density Functional Theory. In: Chemistry: a European journal. 18, 2012, S. 9955–9964, ISSN 0947-6539, doi:10.1002/chem.201200497.
- Double-hybrid density functionals. In: Wiley Interdisciplinary Reviews: Computational Molecular Science. 4, 2014, S. 576–600, ISSN 1759-0884 doi:10.1002/wcms.1193.